# NGC 1017
NGC 1017 est une galaxie spirale située dans la constellation de la Baleine. NGC 1017 a été découverte par l'astronome américain Lewis Swift en 1886.

## Caractéristiques
Sa vitesse par rapport au fond diffus cosmologique est de 4 659 ± 31 km/s, ce qui correspond à une distance de Hubble de 68,7 ± 4,8 Mpc (∼224 millions d'al).
NGC 1017 renferme des régions d'hydrogène ionisé.